# Управления империи Тан
 Управления империи Тан — система государственных учреждений типа кит. упр. 監, пиньинь jiàn, палл. цзянь — Управление. Выполняли образовательные и хозяйственные функции.
Управления составляли третий (четвёртый, если считать цензорат) эшелон органов управления империей, наряду с министерствами — шэнами (省) и приказами сы (寺).
Внеранговые вспомогательные служащие, в общем случае, не указываются.

## Шесть Управленийкит.六監

### Гоцзыцзянькит.國子監Управление княжеских сыновей
Это учреждение было настоящим университетом чиновников-конфуцианцев. В империи было довольно много учебных заведений, но по количеству студентов лидировали училища сюэ в составе гоцзыцзяня.
- 1 Цзизцзю кит. 祭酒 Возливатель жертвенного вина: сопровождающий 3-й ранг.

Возглавляет управление, занимается всеми его делами. Название должности объясняется тем, что цзизцю проводил церемонию возливания жертвенного вина Конфуцию.
- 2 Сые кит. 司業 Ведающие занятиями: сопровождающий 4-й низший ранг.
- 1 Чэн кит. 丞 Помощник: сопровождающий 6-й низший ранг.

Ведает текущими делами.
- 1 Чжубу кит. 主簿 Регистратор: сопровождающий 7-й низший ранг.

Занимался печатями. Контролировал учебный процесс, отчислял нерадивых учеников.
- 1 Луши кит. 錄事 Секретарь: сопровождающий 9-й низший ранг.

#### Гоцзысюэкит.國子學Училище княжеских сыновей
В этом училище получали классическое образование:
По мужской линии: сыновья и внуки чиновников 3—1 рангов, гогунов (國公), правнуков лиц 2—1 рангов. Иногда список немного расширяли, например, для сыновей столичных чиновников 4-го ранга с наградным 3-м и т. д.
Всего до 300 студентов, 5 групп по 60 человек. Каждая группа специализировалась на одной из пяти книг канона. К 808 году было открыто Лоянское отделение.
Во всех училищах были одинаковые правила обучения, сдачи экзаменов и поднесения обязательных подарков учителю.
В училищах обучаются и представители «варварских» стран, обычно сыновья и младшие братья правителей и аристократов. В лучшие годы Тан в училищах было около 8000 студентов иностранцев, неясно, числились ли они в основном составе студентов.
- 5 Боши кит. 博士 Знатоки: основной 5-й высший ранг.
- 5 Чжуцзяо кит. 助教 Пособники обучению: сопровождающий 6-й высший ранг.
- 4 Чжицзяна кит. 直講 Дежурный толкователь: ранг неизвестен.

Помогали обучению, растолковывая для студентов трудные места книг.
- 10 У Цзин Боши кит. 五經博士 Знатоки 5 канонов: основной 5-й высший ранг.

По два учёных на каждую книгу У-Цзина.

#### Тайсюэкит.太學Великое училище
В этом училище получали классическое образование:
По мужской линии: сыновья и внуки чиновников 5—3 рангов, цзюньгунов и сяньгунов (郡縣公), правнуков лиц сопровождающего 3-го ранга. Иногда список немного расширяли: для родственников степени «цзи» служивших чиновников 5-го ранга, сыновей наградных чиновников 3—1 ранга с пожалованием.
Всего до 500 студентов, 5 групп по 100 человек.
- 6 Боши кит. 博士 Знатоки: основной 6-й высший ранг.
- 6 Чжуцзяо кит. 助教 Пособники обучению: сопровождающий 7-й высший ранг.

#### Гуавэньгуанькит.廣文館Институт Углублённого познания словесности
Создан в 751 году. Готовили любых студентов управления к экзаменам на степень «цзиньши» (進士, доктор наук).
Всего до 60 студентов в Чанъани и 10 в Лояне.
- 4 Боши кит. 博士 Знатоки: ранг не указан.
- 2 Чжуцзяо кит. 助教 Пособники обучению: ранг не указан.

### Сымэньгуанькит.四門館Институт 4 врат
В этом училище получали классическое образование:
По мужской линии: сыновья чиновников 7—5 рангов, аристократов хоу, бо, цзы, нань, сыновья свободных простолюдинов (庶人). Иногда список немного расширяли: сыновья наградных чиновников 4—3-го ранга без пожалований.
Всего до 300 студентов в Чанъани, 50 в Лояне, данные за 800-е года. Ранее 500 студентов детей чиновников и аристократов и 800 простолюдинов. Простолюдины, поступившие в училище, звались «выдающиеся ученики» (俊士生), так как они поступали без протекции.
- 6 Боши кит. 博士 Знатоки: основной 7-й высший ранг.
- 6 Чжуцзяо кит. 助教 Пособники обучению: сопровождающий 8-й высший ранг.
- 4 Чжицзяна кит. 直講 Дежурный толкователь: ранг неизвестен.

#### Люйсюэкит.四門館Правовое училище
В этом училище получали образование в области законов уголовных, общих, нормативных, внутриведомственных, и прецедентного судебного права:
сыновья чиновников 8—9 рангов, сыновья свободных простолюдинов (庶人).
Всего до 50 студентов. К 806 году было только 20 в Чанъани и 5 в Лояне.
- 3 Боши кит. 博士 Знатоки: сопровождающий 8-й низший ранг.
- 1 Чжуцзяо кит. 助教 Пособники обучению: сопровождающий 9-й низший ранг.

#### Шусюэкит.書學Каллиграфическое училище
Студентов обучали тонкостям письменности:
сыновья чиновников 8—9 рангов, сыновья свободных простолюдинов (庶人).
Всего до 30 студентов. К 800 году было только 10 в Чанъани и 3 в Лояне.
- 2 Боши кит. 博士 Знатоки: сопровождающий 9-й низший ранг.
- 1 Чжуцзяо кит. 助教 Пособники обучению: ранг неизвестен или отсутствует.

#### Сюаньсюэкит.算學Счётное училище
Студентов обучали математике по классическим китайским учебникам:
сыновья чиновников 8—9 рангов, сыновья свободных простолюдинов (庶人).
Всего до 30 студентов. К 800 году, было только 10 в Чанъани и 2 в Лояне.
- 2 Боши кит. 博士 Знатоки: сопровождающий 9-й низший ранг.
- 1 Чжуцзяо кит. 助教 Пособники обучению: ранг неизвестен или отсутствует.

### Шоуфуцзянькит.少府監Управление малых припасов
Управление занималось мастерскими, изготавливавшими предметы для императорского дворца, ритуальные принадлежности и т. д.
- 1 Цзянь кит. 監 Управитель: сопровождающий 3-й ранг.

Возглавляет управление, занимается всеми его делами.
- 2 Шаоцзянь кит. 少監 Младшие управители: сопровождающий 4-й низший ранг.
- 6 Чэн кит. 丞 Помощник: сопровождающий 6-й низший ранг.

Ведает текущими делами, в частности следили за поступлением и расходом сырья.
- 2 Чжубу кит. 主簿 Регистратор: сопровождающий 7-й низший ранг.
- 2 Луши кит. 錄事 Секретарь: сопровождающий 9-й высший ранг.

#### Чжуншаншукит.中尚署Срединный высший отдел
В мастерских изготавливали яшмовые таблицы для храмов предков, яшмовые кольца, предметы обихода императора, для императрицы и младших жён: одежда, украшения, резные и инкрустированные предметы, цветные шелка.
- 1 Лин кит. 令 Начальник: сопровождающий 7-й низший ранг.
- 2 Чэн кит. 丞 Помощники: сопровождающий 8-й низший ранг.
- 4 Цзяньцзо кит. 監作 Управляющие работами: сопровождающий 9-й низший ранг.

#### Цзо шаншукит.左尚署Левый высший отдел
В мастерских изготавливали веера из перьев фазана, пологи, зонты, колесницы, ручные повозки. Для императора, императрицы, младших жён, наследника и его жены, ванов, гунов и их жён.
- 1 Лин кит. 令 Начальник: сопровождающий 7-й низший ранг.
- 5 Чэн кит. 丞 Помощники: сопровождающий 8-й низший ранг.
- 6 Цзяньцзо кит. 監作 Управляющие работами: сопровождающий 9-й низший ранг.

#### Ю шаншукит.右尚署Правый высший отдел
В мастерских изготавливали сбрую для императорских коней, украшения для коней, шатров и навесов для чиновников от 5-го ранга и выше. Мечи, секиры, доспехи и шлема, бумага и кисти, циновки и обувь. Выделка кожи и шерсти.
- 2 Лин кит. 令 Начальник: сопровождающий 7-й низший ранг.
- 4 Чэн кит. 丞 Помощники: сопровождающий 8-й низший ранг.
- 6 Цзяньцзо кит. 監作 Управляющие работами: сопровождающий 9-й низший ранг.

#### Чжижаньшукит.織染署Ткацко-красильный отдел
В мастерских изготавливали официальные головные уборы, шнуры для поясных подвесок печатей, шёлка и краски.
- 1 Лин кит. 令 Начальник: основной 8-й низший ранг.
- 2 Чэн кит. 丞 Помощники: основной 9-й низший ранг.
- 6 Цзяньцзо кит. 監作 Управляющие работами: сопровождающий 9-й низший ранг.

#### Чжанъешукит.掌冶署Литейный отдел
В мастерских выплавляли золото, серебро, медь, железо. Обрабатывали яшму. Из этих материалов делали различные изделия. Также покрывали их глазурью.
- 1 Лин кит. 令 Начальник: основной 8-й высший ранг.
- 2 Чэн кит. 丞 Помощники: основной 9-й высший ранг.
- 2 Цзяньцзо кит. 監作 Управляющие работами: сопровождающий 9-й высший ранг.

#### Чжу ецзянькит.諸冶監Подуправления литейных мастерских
В мастерских выплавляли оружие из железа для армии и сельскохозяйственные орудия для крестьян земледельческих поселений и т. д..
В каждом:
- 1 Лин кит. 令 Начальник: основной 7-й низший ранг.
- 1 Чэн кит. 丞 Помощники: сопровождающий 8-й высший ранг.
- 4 Цзяньцзо кит. 監作 Управляющие работами: сопровождающий 9-й низший ранг.

#### Чжу чжуцяньцзянькит.諸鑄錢監Монетные подуправления
В каждом:
- 1 Цзянь кит. 監 Управитель.
- 2 Фу Цзяня кит. 副監 Товарищи управителя.
- 1 Чэн кит. 丞 Помощник.
- 1 Цзяньцзо кит. 監作 Управляющий работами.

7 подуправлений находилось в империи. Между 841 и 846 добавили ещё одно. К 847 или немного позже 3 управления упразднили.
Необычно, что танское правительство передало изготовление монет в ведение начальников округов (刺史) и военных наместников (都督). Соответственно, они назначали чиновников двора из своих подчинённых.

#### Хушицзянькит.互市監Подуправления внешнеторговых рынков
Подуправления создавались при рынках для торговли с иноземцами.
В каждом:
- 1 Цзянь кит. 監 Управитель: соопровождающий 6-й низший ранг.
- 1 Чэн кит. 丞 Помощник: основной 8-й низший ранг.

### Цзянцзоцзянькит.將作監Строительное управление
Управление занималось всевозможными строительными работами во дворце императора и за его пределами.
- 1 Цзянь кит. 監 Управитель: сопровождающий 3-й ранг.

Возглавляет управление, занимается всеми его делами.
- 2 Шаоцзянь кит. 少監 Младшие управители: сопровождающий 4-й низший ранг.
- 4 Чэн кит. 丞 Помощник: сопровождающий 6-й низший ранг.

Ведает текущими делами, в частности при производстве больших работ получали приказ императора на их начало. При малых работах получали бирку из шаншушэна.
- 2 Чжубу кит. 主簿 Регистратор: сопровождающий 7-й низший ранг.

Кроме прочего, занимались снабжением персонала продовольствием и выплатой жалования.
- 2 Луши кит. 錄事 Секретарь: сопровождающий 9-й высший ранг.

#### Цзо сяошукит.左校署Левый отдел
Производил столярные работы. Изготавливали рамы для музыкальных инструментов и, что считалось не столь значительным, деревянные детали для оружия. Производил строительство деревянных построек от императорских покоев до государственных складов.
- 2 Лин кит. 令 Начальник: сопровождающий 8-й низший ранг.
- 1(?) Чэн кит. 丞 Помощник: основной 9-й низший ранг.
- 10 Цзяньцзо кит. 監作 Управляющие работами: сопровождающий 9-й низший ранг.

#### Ю сяошукит.右校署Правый отдел
Производил строительство из глины, штукатурил, обмазывал, красил и белил. Рыл сточные канавы и уборные. Известно, что отдел использовал стройматериалы, закупавшиеся у частных лиц на рынках.
- 2 Лин кит. 令 Начальник: основной 8-й низший ранг.
- 3 Чэн кит. 丞 Помощники: основной 9-й низший ранг.
- 10 Цзяньцзо кит. 監作 Управляющие работами: сопровождающий 9-й низший ранг.

#### Чжунсяошукит.中校署Срединный отдел
Строил корабли, колесницы, некоторые виды вооружения. Производит утварь и предметы обихода, в том числе обеспечивал поездки императора необходимыми деревянными предметами, как подпорки для шатров.
- 1 Лин кит. 令 Начальник: сопровождающий 8-й низший ранг.
- 3 Чэн кит. 丞 Помощники: основной 9-й низший ранг.
- 4 Цзяньцзо кит. 監作 Управляющие работами: сопровождающий 9-й низший ранг.

#### Чжэньгуаньшукит.甄官署Гончарно-камнерезный отдел
Отдел занимался гранением камней, их шлифованием. Производил керамику, каменные гонги и т. п. Статуи людей и животных, каменные стелы, колонны, жернова и молотилки для зерна, вазы и амфоры. Изготавливал, по распоряжению императора, регали минци (明器), которые он передавал аристократам при пожалованиях земли.
- 1 Лин кит. 令 Начальник: сопровождающий 8-й низший ранг.
- 2 Чэн кит. 丞 Помощники: основной 9-й низший ранг.
- 4 Цзяньцзо кит. 監作 Управляющие работами: сопровождающий 9-й низший ранг.

#### Байгунцзянькит.百工Подуправления всевозможных работи т. д.
Разбросаны по стране: Байгунцзянькит. 百工 Подуправления всевозможных работ , Цзюгу кит. 就谷, Кугу (庫谷), Сегу (斜谷), Тайинь (太陰), Иянцзань (伊陽監).
Все они занимались валкой леса для строительства, сбором и заготовкой лесоматериалов.
В каждом:
- 1 Цзянь кит. 監 Управитель: основной 7-й низший ранг.
- 1 Фу Цзянь кит. 副監 Товарищ управителя: сопровождающий 7-й низший ранг.
- 1 Чэн кит. 丞 Помощники: основной 8-й низший ранг.
- 4 Цзяньцзо кит. 監作 Управляющие работами: сопровождающий 9-й низший ранг.

### Цзюньцицзянькит.軍器監Управление армейского снаряжения
Управление занималось изготовлением и ремонтом оружия и доспехов, которые затем передавались в вэйвэйсы на военные склады.
- 1 Цзянь кит. 監 Управитель: основной 4-й высший ранг.

Возглавляет управление, занимается всеми его делами.
- 1 Чэн кит. 丞 Помощник: основной 7-й высший ранг.

- 1 Чжубу кит. 主簿 Регистратор: основной 8-й низший ранг.

- 1 Луши кит. 錄事 Секретарь: сопровождающий 9-й низший ранг.

#### Нуфаншукит.弩坊署Самострельный двор
Несмотря на название, изготавливал пехотные и кавалерийские копья, пики, луки, стрелы, щиты, самострелы, клинковое оружие. Также изготовляли части оружия и ремонтировали использованное.
- 1 Лин кит. 令 Начальник: основной 8-й низший ранг.
- 1 Чэн кит. 丞 Помощник: основной 9-й низший ранг.
- 2 Цзяньцзо кит. 監作 Управляющие работами: сопровождающий 9-й низший ранг.

#### Цзяфаншукит.甲坊署Доспешный двор
Изготавливал и ремонтировал латы и шлема, шнуровки и перевязи для доспехов, изделия из рогов и жил.
- 1 Лин кит. 令 Начальник: основной 8-й низший ранг.
- 1 Чэн кит. 丞 Помощник: основной 9-й низший ранг.
- 2 Цзяньцзо кит. 監作 Управляющие работами: сопровождающий 9-й низший ранг.

### Душуйцзянькит.都水監Водоустроительное управление
Управление занималось надзором за водоёмами (совместно с местной властью), содержало переправы, мосты, каналы, дамбы, плотины, рвы. Следило за соблюдением правил рыболовства и мелиорацией.
- 2 Шичжо кит. 使者 Уполномоченный: основной 5-й высший ранг.

Возглавляет управление, занимается всеми его делами.
- 2 Чэн кит. 丞 Помощник: сопровождающий 7-й высший ранг.

Ведали текущими делами
- 1 Чжубу кит. 主簿 Регистратор: сопровождающий 8-й низший ранг.

Следил за соблюдением правил водного транспорта и рыбной ловли.

#### Хэцюйшукит.河渠署Отдел рек и каналов
Отдел содержал реки и каналы, плотины, рвы, насыпи, дамбы. Следил за рыбной ловлей (например, были сезоны, когда рыбу, в некоторых местах, не ловили) и заготовлением рыбы. Также поставлял рыбу для жертвоприношений, в шаншицзюй, чжуншушэн, мэньсяшэн. Открывал и закрывал шлюзы на каналах и протоках.
- 1 Лин кит. 令 Начальник: основной 8-й низший ранг.
- 1 Чэн кит. 丞 Помощник: основной 9-й высший ранг.
- 6 Хэтиечжэ кит. 河堤謁者 Обходчик рек и насыпей: основной 8-й низший ранг.

Следили за целостностью дамб и насыпей, правильной работой каналов и протоков и рыболовством.

#### Чжу цзинькит.諸津Все переправы
На каждой переправе было своё подуправление, которое следило и управляло переправой, и судами-паромами. Также обслуживало мосты, хотя в этом могли помогать и местные жители, имеющие награды или почётные должности.
- 1 Лин кит. 令 Начальник: основной 9-й высший ранг.
- 2 Чэн кит. 丞 Помощник: сопровождающий 9-й низший ранг.